# Monocarpie
 (septembre 2014).
Si vous disposez d'ouvrages ou d'articles de référence ou si vous connaissez des sites web de qualité traitant du thème abordé ici, merci de compléter l'article en donnant les références utiles à sa vérifiabilité et en les liant à la section « Notes et références ».

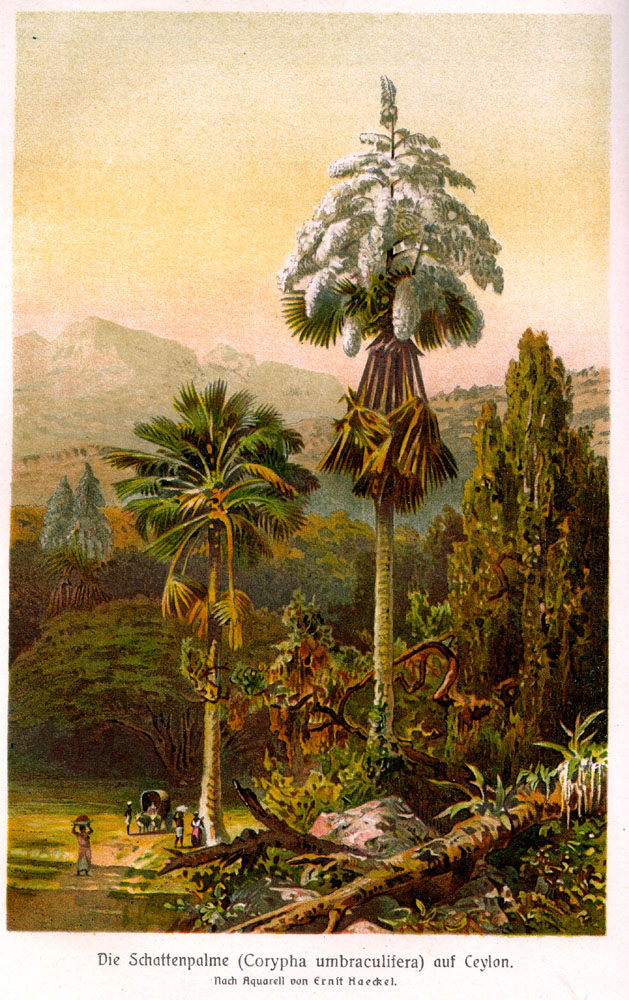
Floraison de palmier tallipot

La monocarpie (monos-, « un seul », karpos-, « fruit » (du grec καρπός)) désigne le fait pour une plante de ne fleurir et fructifier qu'une seule fois avant de mourir, à l'inverse des plantes vivaces, les plantes polycarpiques, qui fleurissent plusieurs fois au cours de leur cycle de vie. La plante peut vivre plusieurs années avant de fleurir. La mort de la plante ne résulte pas directement de la floraison mais la production de fruits et de graines cause des changements à l'intérieur de la plante qui conduisent à sa mort. Ces changements sont provoqués par des substances chimiques qui agissent comme des hormones, en redirigeant les ressources de la plante des racines et des feuilles vers la production de fruits et de graines.

## Typologie
Il existe plusieurs types de plantes monocarpiques :
- Plantes annuelles (bien que nombre de plantes annuelles ne soient pas monocarpiques, car la floraison n'entraîne pas la mort de la plante)
- Plantes bisannuelles
- Quelques plantes pluriannuelles, comme des espèces d'agaves ou de la sous-famille des Bambusoideae peuvent rester en condition végétative plusieurs années, voire des décennies, avant de ne fleurir qu'une fois et de mourir.
  - Le palmier tallipot (Corypha umbraculifera), par exemple, ne fleurit qu'après une trentaine d'années, puis meurt.
  - De même le palmier Tahina spectabilis, de Madagascar, n'a qu'une seule floraison après cinquante ou cent années avant de disparaître par épuisement complet de ses ressources, mais en ayant fait mûrir des milliers de graines.
  - Il en est de même pour la broméliacée Puya raimondii qui vit dans la cordillère des Andes et ne fleurit qu'au bout de plus de soixante-dix ans avant de mourir.
  - En France, la saxifrage à nombreuses fleurs ne fleurit qu'au bout de plusieurs 40 à 75 ans.
  - L'agave américain du genre Agave, certains yuccas du genre Yucca et de nombreux bambous peuvent mettre 8 à 20 ans à fleurir ou même plus et meurent ensuite.

Souvent les plantes monocarpiques peuvent être gardées en vie après la floraison si les fleurs sont enlevés aussitôt après l'éclosion, avant que la formation des graines ne commence.

## Terminologie
- Monocarpique : mono-, « un seul », carp(o)-, « fruit » (du grec καρπός). Antonyme : Polycarpique. Réservé aux plantes.
- Hapaxanthe, du grec ἅπαξ (une fois) et ἄνθος (fleur) [antonyme : Pollacanthe, du grec πολλάκις (souvent) et ἄνθος (fleur)]. Ce terme a été employé la première fois en botanique par Alexander Braun. Réservé aux plantes. Terme surtout utilisé par les botanistes pour la description des Arecaceae (palmiers), quelques espèces de bambous, et les taxons étudiés par des botanistes germanophones. Mais on peut utiliser un autre terme pour cette qualification; Pleonanthique (qui fleurit régulièrement).
- sémelpare, du latin semel, « une fois » et du verbe pario (parere), « enfanter ». Antonyme : itéropare. Stratégie de reproduction tant animale que végétale.

## Quelques espèces monocarpiques
- Agave americana - l'agave américain
- Cerberiopsis candelabra - le Candélabre, arbre endémique de Nouvelle-Calédonie
- Corypha umbraculifera - le palmier tallipot, un géant de la famille des Arecaceae
- Erophila verna - la drave printanière est une monocarpique annuelle[1]
- Puya raimondii - une broméliacée de la Cordillère des Andes
- Strobilanthes kunthiana — le kurinji, une acanthacée d'Inde qui ne fleurit que tous les 12 ans
- Tachigali versicolor - une fabacée du Costa Rica, appelé aussi « arbre suicidaire »
- Tahina spectabilis - un autre palmier géant de l’île de Madagascar appelé aussi dans les médias «Palmier suicidaire»
- Tillandsia utriculata - une broméliacée d'Amérique centrale et du Sud
- la saxifrage à nombreuses fleurs, endémique du Parc National du Mercantour

Les bambous de la famille des Poacées sont également des plantes monocarpiques vivaces.

## Sources
- Cet article est partiellement ou en totalité issu de l'article intitulé « Hapaxanthe » (voir la liste des auteurs).
- Cet article est partiellement ou en totalité issu de l'article intitulé « Hapaxanthique » (voir la liste des auteurs).